# Marcelândia
Marcelândia é um município brasileiro localizado na região norte do estado de Mato Grosso, na Região Centro-Oeste do país. De acordo com o Censo de 2022 do IBGE, sua população é de 11.396 habitantes. Possui uma área de 12.285,486 km² e está situado a uma altitude média de 290 metros acima do nível do mar, nas coordenadas geográficas 11°05′22″ de latitude sul e 54°27′02″ de longitude oeste.

## História
A colonização de Marcelândia teve início em 1977, por meio de um projeto conduzido pela Colonizadora Maiká, de propriedade de José Bianchini. O nome do município é uma homenagem a seu filho, Marcelo Bianchini.
A região começou a ser ocupada por migrantes, principalmente oriundos do Sul do Brasil, atraídos pela oferta de terras e oportunidades econômicas. O acesso inicial à área era precário, sendo realizado principalmente por vias fluviais, como o Rio Manissauá-Missu.
Com a chegada dos colonos, foram construídas as primeiras infraestruturas, como o Colégio Pedro Bianchini, em homenagem ao pai do fundador, e um ginásio de esportes. A economia local começou a se desenvolver com a instalação de serrarias e a introdução de cultivos como o café.
Em 7 de dezembro de 1980, foi oficialmente fundado o patrimônio de Marcelândia. Posteriormente, em 10 de maio de 1982, a Lei nº 4.461 criou o Distrito de Marcelândia, subordinado ao município de Sinop.
A emancipação político-administrativa ocorreu em 13 de maio de 1986, com a criação do município pela Lei nº 4.992, posteriormente alterada pela Lei nº 6.692. A instalação oficial do município deu-se em 1º de fevereiro de 1987, com a posse do primeiro prefeito eleito, Paulo Eli Ribeiro.

## Origem do nome
O nome do município é uma homenagem a Marcelo Bianchini, filho do colonizador José Bianchini, fundador da Colonizadora Maiká, responsável pelo processo de ocupação da região a partir de 1977.

## Administração

### Prefeitos
- Paulo Eli Ribeiro com posse em 1 de Fevereiro de 1987
- Geraldo Lombardi com posse em 1 de Janeiro de 1989
- João do Carmo Cerqueira com posse em 1 de Janeiro de 1993
- Geovane Marchetto com posse em 1 de Janeiro de 1997
- Geovane Marchetto com posse em 1 de Janeiro de 2001
- Adalberto Navair Diamante com posse em 1 de Janeiro de 2005
- Adalberto Navair Diamante com posse em 1 de Janeiro de 2009
- Arnóbio Vieira de Andrade com posse em 1 de Janeiro de 2013 e 1 de Janeiro de 2017
- Celso Luiz Padovani com posse em 1 de Janeiro de 2021 e 1 de Janeiro de 2025.

## Distritos e outras localidades do município
- Vila Analândia a 50 km
- Comunidade Santa Rita do Norte a 35 km
- Comunidade Bonjaguar a 35 km da sede.
- Na comunidade Bonjaguar há uma área verde destinada a Escola Curumim, a qual pode ser aproveitada para visitas e pesquisas.

## Economia
A economia de Marcelândia é baseada principalmente nos setores agropecuário e florestal, com destaque para a agricultura, a pecuária e o extrativismo vegetal. O comércio e os serviços também possuem participação relevante na dinâmica econômica do município.
De acordo com o Diagnóstico Agrícola da Safra 2024/2025, publicado pela Secretaria Municipal de Agricultura, Meio Ambiente e Turismo, Marcelândia apresenta os seguintes dados atualizados:
- Área total do município: 1.229.400 hectares
- Área aberta: 360.000 hectares
- Área destinada à agricultura: 164.768,90 hectares
- Área indígena: 144.000 hectares
- Rebanho bovino: 197.889 animais
- Principais culturas: soja, milho e algodão

A pecuária é um dos setores mais relevantes da economia local, com predominância na criação de gado bovino de corte. Além disso, há a criação de aves (cerca de 12 mil), suínos, peixes e outros animais em menor escala.
A agricultura tem se expandido nos últimos anos, principalmente com a conversão de áreas de pastagem degradada. Na safra 2022/2023, aproximadamente 150 mil hectares foram destinados à soja e cerca de 100 mil hectares ao milho. Culturas como arroz e feijão também são produzidas, embora em menor escala — o arroz ocupa cerca de 8 mil hectares e o feijão é cultivado principalmente em áreas de subsistência.
O extrativismo vegetal é outra importante atividade econômica, com 79 indústrias registradas, entre elas serrarias, madeireiras e laminadoras. Existem também iniciativas voltadas ao aproveitamento de resíduos sólidos para a produção de briquetes, brinquedos e casas pré-fabricadas.
O comércio local é diversificado, com presença significativa de mercados, farmácias, bares, lojas de roupas, móveis, materiais de construção e produtos agrícolas.
Apesar do crescimento econômico, Marcelândia enfrenta desafios logísticos consideráveis. As condições precárias das rodovias estaduais — como as MTs 423, 130 e 320 — dificultam o escoamento da produção agrícola, elevando os custos de transporte e impactando a competitividade da região.

## Educação
- EE Pedro Bianchini, localizada no centro.
- Escola Municipal Etelvina, localizada na vila Isabel.
- EE Paulo Freire, localizada no centro.
- Escola Municipal Castro Alves na Vila Esperança.
- Escola Pública Municipal Rural Curumim (Bom Jaguar).
- Escola Pública Municipal Professor José Olavo (Analândia).
- Escola particular Tiradentes, localizada no centro.
- Creche Lar Menino Jesus, localizada no centro.
- Creche Aline Philomena (Analândia).
- Creche Sagrada Família, localizada na Área Industrial.
- Creche Primeiros Passos, localizada no centro.

## Hidrografia
- Rio Manitsauá – Missu (Rio Manito)
- Rio Macaco
- Rio Dois Irmãos
- Rio dos Patos
- Rio Matrinchã
- Rio Pateiro
- Rio Iporã
- Rio Zambé

## Últimos prefeitos eleitos
| Ano  | Prefeito       | Partido | Votos | %      | Ref    |
| ---- | -------------- | ------- | ----- | ------ | ------ |
| 2004 | Adalberto      | PPS     | 4.818 | 60,51  | [ 12 ] |
| 2008 | Adalberto      | PR      | 3.987 | 52,99  | [ 13 ] |
| 2012 | Arnóbio        | PSD     | 3.439 | 51,02  | [ 14 ] |
| 2016 | Arnóbio        | PSD     | 3.670 | 53,31  | [ 15 ] |
| 2020 | Celso Padovani | DEM     | 5.328 | 100,00 | [ 16 ] |
| 2024 | Celso Padovani | UNIÃO   | 5.429 | 100,00 |        |